# 西村としお
西村 としお（にしむら としお）は、日本の漫画家。長野県出身。男性。血液型はA型。

## 人物
本人曰くボケキャラとのこと。趣味はパチンコ、テレビゲームなど。特にパワプロを得意とする。専修学校マルチメディアアート学園四期生。

## 作風
主に低い頭身のキャラが登場するギャグ漫画を執筆している。

## 略歴
- 2001年 第15回ボンボン新人まんが大賞 選外佳作「田辺研究所」

## 作品リスト
- はらまきサンタ（別冊コロコロコミック 2000年12月号）※読みきり
- なべけん（コミックボンボン 2002年7月号）※読みきり
- スペースフィッシャーメン（コミックボンボン 2002年11月号-2003年6月号）※2002年に発売された同名のPS2用ソフトをコミカライズしたもの。
- 魚肉くん（ケロケロエース 2008年vol.3）※読みきり